# Frances Blogg
Frances Alice Blogg, coniugata Chesterton (28 giugno 1869 – Beaconsfield, 12 dicembre 1938), è stata una scrittrice britannica, autrice di poesia e opere teatrali.

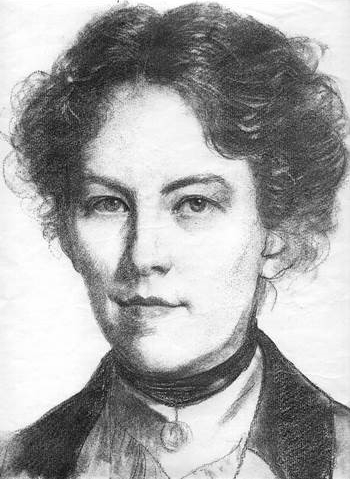
Frances Blogg ritratta da Alfred Priest (circa 1906)

Fu la moglie dello scrittore inglese Gilbert Keith Chesterton, che sposò nel 1901, ed ebbe una grande parte nella sua vita. In particolare, fece riavvicinare Chesterton al cristianesimo, nella forma dell'osservanza anglicana; decenni dopo, lui si convertì al cattolicesimo, seguito da lei qualche anno più tardi.
È la dedicataria della Ballata del Cavallo Bianco.

## Opere
- Frances Blogg, How far is it to Bethlehem, edited by N. Carpentier Brown, Chesterton & Brown Publishing, 2012, ISBN 1469907402.